# Almax
Almax war ein italienischer Hersteller von Schaufensterpuppen und sogenannten Display-Artikeln. Das Unternehmen beschäftigte ca. 150 Mitarbeiter (Stand 2012). Die Firma wurde in den 1970er Jahren gegründet. Bei der Entwicklung der Puppen arbeiteten Künstler, Fachleute und Techniker zusammen. Im Laufe der Unternehmensgeschichte wurden rund 800 Original-Schaufensterfiguren erfunden und geplant.
2020 fusionierte das Unternehmen mit dem Unternehmen „Pop Mannequins“ zu Pop Milano.

## Produkte
Neben Schaufensterpuppen stellte Almax auch verschiedene Dekoartikel her: Frauen-, Männer- und Kinder-Büsten, sowie Halter für Schuhe, Handschuhe, Uhren oder Sonnenbrillen sowie Schmuck-Zubehör und weitere Halterungen.

## Standorte
Almax hatte seinen Hauptsitz in Mariano Comense und produzierte außerdem in New York City und Shanghai. Außerdem besaß das Unternehmen Dependancen in Mailand, Paris, Stabio, Toronto, Mexiko-Stadt und São Paulo.

## Kontroverse umEyeSee-Mannequins
In einer Serie ihrer Puppen verbaute die Firma eine Videokamera im Augenbereich. Die sogenannten EyeSee-Mannequin wurde weltweit für rund 4000 Euro vertrieben. Almax verbaute das System Kee Square, ein Spin-off der Technischen Hochschule Mailand. Damit sollten Details über die Betrachter der Puppen gewonnen werden. In Kombination mit einer auswertenden Software konnte das System Aussagen über Alter, Geschlecht und Ethnie der Betrachter machen und registrieren, wie lange Personen vor der jeweiligen Figur stehen blieben.
Nachdem Medien im November 2012 weltweit darüber berichtet hatten, dass verschiedene Mode-Ketten die Technik einsetzen, wiesen Datenschützer auf Probleme hin. Datenschutzrechtliche Bedenken hatte Almax jedoch nicht. Peter Schaar, der damalige Bundesbeauftragte für Datenschutz, sagte der Frankfurter Rundschau 2012: „Den Einsatz derartiger Schaufensterpuppen halte ich rechtlich für mehr als zweifelhaft. Auch bei entsprechendem Hinweis wäre solch eine Überwachung kaum zu rechtfertigen.“ Schaar verwies auf weitere elektronische Systeme in den Läden: Zusammen mit der regulären Videoüberwachung, der Identifizierung beim elektronischen Bezahlen, dem aus der Kundenkarte bekannten Einkaufsverhalten und den aus Funketiketten gewonnenen Erkenntnissen ließen sich mit den Videodaten detaillierte und personalisierte Kundenprofile anlegen.